# X-Men: The Last Stand
X-Men: The Last Stand (còn gọi là X3; tiếng Việt: Dị nhân: Phán xét cuối cùng) là bộ phim siêu anh hùng của Mỹ ra mắt vào năm 2006 và là phim thứ ba trong loạt phim X-Men.
Phim được đạo diễn bởi Brett Ratner và sao bao gồm một dàn diễn viên: Hugh Jackman, Halle Berry, Patrick Stewart, Ian McKellen, Famke Janssen, Kelsey Grammer, Anna Paquin, Shawn Ashmore, Aaron Stanford, Vinnie Jones, Rebecca Romijn, và James Marsden. Kịch bản của bộ phim xoay quanh 2 tập truyện "The Dark Phoenix Saga" của nhà văn Chris Claremont và nghệ sĩ John Byrne, và "Gifted" Whedon Joss nhà văn và nghệ sĩ John Cassaday, với 1 cốt truyện xoay quanh chữa bệnh "đột biến" mà gây ra hậu quả nghiêm trọng giữa các đột biến và con người, và sự sống lại bí ẩn của Jean Grey.

## Kinh phí và doanh Thu
Quay phim bắt đầu vào tháng 8 năm 2005, ngân sách 210 triệu USD, bộ phim đắt nhất tại thời điểm phát hành, và có ảnh hưởng sâu rộng hình ảnh được thực hiện bởi mười một công ty khác nhau. X-Men: The Last Stand đã nhận được đánh giá hỗn hợp, nhưng thu về khoảng 459.000.000 USD trên toàn thế giới, thứ bảy bộ phim có doanh thu cao nhất của năm 2006

## Nội dung phim
Đây là đỉnh điểm cuộc đấu tranh của những dị nhân với loài người. Cuộc chiến không khoan nhượng với khẩu hiệu: "Một người vì mọi người" và "Kẻ mạnh sẽ chiến thắng".
Câu chuyện mở đầu vào một buổi sáng nọ. Hai người đàn ông tìm đến nhà Grey để gặp gỡ cô bé Jean có những khả năng kỳ lạ. Họ kinh ngạc khi cô bé có thể điều khiển mọi thứ chỉ bằng ý nghĩ.Mười năm sau, một thanh niên Warren Worthington III cố gắng để cắt bỏ đôi cánh của mình. Từ đó, một thế giới các dị nhân với những khả năng phi thường bắt đầu được mở ra...
Trong khi đó, thế giới loài người bắt đầu chế ra loại thuốc có thể triệt tiêu những gen đột biến của các dị nhân để biến họ trở thành người bình thường. Lần đầu tiên, cộng đồng những người bị đột biến đứng trước ngã ba đường: phải lựa chọn tiếp tục cuộc sống bị xã hội xa lánh để giữ lại những sức mạnh độc nhất tạo hóa ban tặng, hoặc từ bỏ tất cả để hòa nhập trong cuộc sống bình thường. Mâu thuẫn bắt đầu giữa người đứng đầu "dị nhân" Charles Xavier và Eric Lehnsherr khi một người ủng hộ chủ trương "một người vì mọi người" còn một người lại khăng khăng "kẻ mạnh nhất sẽ chiến thắng". Và liều thuốc hoá giải cho người đột biến những tưởng là con đường giải thoát họ lại trở thành nguyên nhân gián tiếp đưa cả "dị nhân" và "thường nhân" vào cuộc đấu tranh quyết liệt. Một cuộc chiến để kết thúc tất cả, để đưa ra một phán quyết cuối cùng...
Đứng đầu trường học dị nhân là giáo sư Charles Xavier (Patrick Stewart) với năng lực ngoại cảm phi thường. Anh thầy Scott không lúc nào nguôi nhớ đến cô bạn Jean đã mất, để lại lớp học cho Wolverine điều khiển. Một hôm, Scott tìm đến một vùng hồ và vảng vất nghe thấy tiếng gọi thân thương của Jean. Bất ngờ sau ánh sáng chói lòa, Jean hiện ra bằng xương bằng thịt và nói rằng kỳ thực cô vẫn chưa chết. Song vì một lý do bí mật mà Scott biến mất, chỉ còn lại cặp kính của anh, còn Jean được đưa về trường học dị nhân trong trạng thái bất tỉnh.
Qua nghiên cứu, giáo sư Xavier nhận thấy trong Jean có những năng lực phi thường ở cấp 5 mà chưa một dị nhân nào từng có. Trong cô là hai con người, và khi một Jean bình thường, nhân ái bị lấn át thì một Jean khác trỗi dậy với sự lạnh lùng, tàn nhẫn và sức hủy diệt kinh hoàng.
Nhận thấy sức mạnh của Jean, người cầm đầu của phe dị nhân muốn thâu tóm thế giới là Eric Lehnsherr tìm đến để dụ dỗ Jean về phe mình. Giáo sư Xavier cùng lúc đó cũng đến nhà Jean nhằm ngăn chặn cô khỏi việc biến thành một ác quỷ. Tuy nhiên giáo sư xấu số đã bị hủy diệt dưới sức mạnh bão táp của Jean.
Cuộc đấu giữa hai phe phái dị nhân bắt đầu diễn ra quyết liệt với những khả năng phi thường. Rogue (Anna Paquin) là mối đe doạ cho bất cứ sinh vật nào khi cô chạm tay đến; Mystique (Rebecca Romijin) có khả năng biến hình; Cyclops (James Marsden) có con mắt phóng tia sáng năng lượng đủ sức phá hủy cả ngọn núi; Iceman (Shawn Ashmoe) với khả năng hạ thấp thân nhiệt để tỏa ra khí lạnh chết người; Pyro (Aaron Stanford) biết phóng lửa; Colossus (Daniel Cudmore) có thể thay đổi cơ thể thành kim loại... Và đặc biệt còn có Tiến sĩ Hank McCoy (Kelsey Grammer), hay còn được gọi là Beast. McCoy là một nhà di truyền học rất tài năng, một con người đầy lòng quả cảm và nhanh trí tinh anh. Nhưng rồi một thí nghiệm đã gây đột biến trong tế bào, khiến ông trở thành nửa người nửa thú với bộ lông thú xanh ghê rợn.
Logan nhận ra mình là người duy nhất có thể tiếp cận được Jean nhờ năng lực tái tạo, và yêu cầu Storm sơ tán tất cả những người khác. Anh phải đối mặt với Phoenix một mình, để ngăn chặn sự tân công Jean. Trong giây lát giành lại được sự kiểm soát bản thân, Jean cầu xin Logan hãy cứu cô. Logan nói rằng anh yêu cô ấy rồi, đâm vào bụng Jean, giết chết cô để kết thúc cuộc chiến.
Trường học tiếp tục dù không có Xavier, với Storm bây giờ trở thành hiệu trưởng và Logan là một giáo viên, Chủ tịch nước bổ nhiệm Beast là đại sứ tại Liên Hợp Quốc. Rogue trở về, nói với Iceman, cô đã "được chữa bệnh" và hai người chạm tay nhau lần đầu tiên. Magneto giờ đây không còn năng lực, ngồi trong một công viên ở San Francisco, trước mặt là bộ bàn cờ. Ông chỉ tay về phía một quân cờ có kim loại, nó lặc lư nhẹ.
Sau phần credits, Tiến sĩ Moira MacTaggert kiểm tra một bệnh nhân hôn mê, người chào đón mình với giọng nói của Xavier. Giật mình, cô trả lời, "Charles?".

## Diễn viên
- Hugh Jackman Trong Vai Logan / Wolverine: Một dị nhân đột biến với năng lực tái tạo và được phủ một lớp kim loại Adamantium vào xương và móng vuốt của mình xuất hiện từ mỗi bàn tay.
- Halle Berry Trong vai Ororo Munroe / Storm: Một trong những học viên đầu của Xavier, Storm có thể điều khiển thời tiết bằng tâm linh.
- Patrick Stewart Trong Vai Charles Xavier: Người sáng lập của Học viện Xavier, ông có năng lực thần giao cách cảm, có thể thâm nhập vào tâm trí của người khác. Ông cũng là người ủng hộ một mối quan hệ hòa bình giữa nhân loại và đột biến.
- Anna Paquin Trong Vai Marie / Rogue: Một dị nhân chạy trốn đột biến với năng lực hấp thụ, cô đã tìm thấy một mái nhà tại trường Xavier, nơi cô có tình yêu với Bobby Drake.
- Kelsey Grammer Vai Tiến sĩ Hank McCoy / the Beast: Một cựu sinh viên của trường học Xavier, bây giờ là Bộ trưởng Nội vụ người đột biến trong chính phủ Mỹ. Một nhà khoa học xuất sắc. Sự đột biến đã khiến cơ thể ông dược phủ lớp lông màu xanh và có sực mạnh thể lực cùng với sự nhanh nhẹn cao.
- James Marsden Vai Scott Summers / Cyclops: Dị nhân có khả năng phát ra luồng năng lượng mạnh mẽ màu đỏ từ đôi mắt của mình.
- Shawn Ashmore Vai Bobby Drake / Iceman: Là dị nhân trẻ có thể tạo ra băng đá hoặc đóng băng mọi thứ.
- Ellen Page trong vai Kitty Pryde / Shadowcat: Dị nhân có thể đi xuyên qua các vật thể rắn.
- Daniel Cudmore trong vai Peter Rasputin / Colossus: Dị nhân có thể biến đổi làn da của mình thành thép hữu cơ, cho ông sức mạnh siêu phàm và khả năng chống chịu sát thương và nhiệt độ cao.
- Ben Foster trong vai Warren Worthington III / Thiên thần: Dị nhân có đôi cánh lông vũ cho phép anh ta bay lượn. Cayden Boyd đóng vai Warren lúc nhỏ.
- Famke Janssen trong vaiJean Grey / Phoenix: Cựu thành viên của X-Men đã hy sinh mình để cứu đồng đội của mình, khi được sống lại Jean cho vào nhân cách thay thế cô.
- Ian McKellen trong vai Erik Lehnsherr / Magneto: lãnh đạo và sáng lập của The Brotherhood và có sức mạnh để thao tác bất kỳ hình thức của kim loại.
- Và Một số diễn viên khác...

## Tại Việt Nam
Phim được chiếu trên kênh HTV3 vào ngày 15 tháng 6 năm 2014 với phiên bản lồng Tiếng Việt 